# 500 lire "Lotta contro il Cancro"
Nel 1989 è stata emessa una moneta da 500 lire in argento che commemora la Lotta contro il cancro

## Dati tecnici
Al dritto è ritratta un'allegoria della medicina con il bastone d'Esculapio  intrecciato con la doppia elica del DNA volta a sinistra, sotto sta la firma di uno dei due autori della moneta, Maria Carmela Colaneri. In giro è scritto "REPVBBLICA ITALIANA". 
Al rovescio è rappresentata un'allegoria dell'attività di ricerca medica, sopra stanno la data e la lettera R, in esergo sono riportati l'indicazione del valore e la firma dell'altro autore, Eugenio Driutti. In giro è scritto "LOTTA CONTRO IL CANCRO
Nel contorno: "REPVBBLICA ITALIANA" in rilievo
Il diametro è di 29 mm, il peso: 11 g e il titolo è di 835/1000
La moneta è presentata nella duplice versione fior di conio e fondo specchio, rispettivamente in 46.385 e 7.598 esemplari. 